# Мохаммед Аль-Овейс
Мохаммед Аль-Овейс (араб. محمد العويس, нар. 10 жовтня 1991, Ель-Хаса) — саудівський футболіст, воротар клубу «Аль-Аглі».
Виступав, зокрема, за клуб «Аль-Шабаб», а також національну збірну Саудівської Аравії.

## Клубна кар'єра
Народився 10 жовтня 1991 року. Вихованець футбольної школи клубу «Аль-Шабаб». Дорослу футбольну кар'єру розпочав 2012 року в основній команді того ж клубу, в якій провів п'ять сезонів, взявши участь у 31 матчі чемпіонату. Відзначався досить високою надійністю, пропускаючи в іграх чемпіонату в середньому менше одного голу за матч.
До складу клубу «Аль-Аглі» приєднався 2017 року. Станом на 2 червня 2018 року відіграв за саудівську команду 24 матчі в національному чемпіонаті.

## Виступи за збірну
У грудні 2013 року дебютував в офіційних матчах у складі національної збірної Саудівської Аравії, зігравши у обох матчах на чемпіонаті Федерації футболу Західної Азії, де саудити не вийшли з групи.
У складі збірної був учасником чемпіонату світу 2018 року у Росії..
| Дата       | Місто        | Господарі         | Результат | Гості             | Турнір                                    | Голи | Примітки |
| ---------- | ------------ | ----------------- | --------- | ----------------- | ----------------------------------------- | ---- | -------- |
| 28-12-2013 | Доха         | Палестина         | 0 – 0     | Саудівська Аравія | Чемпіонат Федерації футболу Західної Азії | -    |          |
| 31-12-2013 | Доха         | Катар             | 4 – 1     | Саудівська Аравія | Чемпіонат Федерації футболу Західної Азії | -4   |          |
| 15-11-2016 | Сайтама      | Японія            | 2 – 1     | Саудівська Аравія | Відбір до ЧС 2018                         | -2   |          |
| 14-01-2017 | Абу-Дабі     | Камбоджа          | 2 – 7     | Саудівська Аравія | товариський матч                          | -2   | 46'      |
| 10-11-2017 | Візеу        | Португалія        | 3 – 0     | Саудівська Аравія | товариський матч                          | -3   |          |
| 26-02-2018 | Джидда       | Саудівська Аравія | 3 – 0     | Молдова           | товариський матч                          | -    |          |
| 27-03-2018 | Брюссель     | Бельгія           | 4 – 0     | Саудівська Аравія | товариський матч                          | -2   | 46'      |
| 28-05-2018 | Санкт-Галлен | Саудівська Аравія | 1 – 2     | Італія            | товариський матч                          | -2   | 68'      |
| Усього     |              | Матчів            | 8         |                   | Голів                                     | -15  |          |

## Титули і досягнення
- Чемпіон Саудівської Аравії (2):

«Аль-Гіляль»: 2021-22, 2023-24
- Володар Королівського кубка Саудівської Аравії (3):

«Аш-Шабаб»: 2014
«Аль-Гіляль»: 2022-23, 2023-24
- Володар Суперкубка Саудівської Аравії (3):

«Аш-Шабаб»: 2014
«Аль-Гіляль»: 2023, 2024